# اكاراون سواسدي
اكاراون سواسدي (بالتايلندية: อัครวินทร์ สวัสดี)‏ (26 سبتمبر 1990 بمحافظة شاشوينجساو في تايلاند - ) هو لاعب كرة قدم تايلندي في مركز الهجوم. لعب مع نادي تشونبوري وBBCU F.C. ‏ وNakhon Ratchasima F.C. ‏ وChachoengsao Hi-Tek F.C. ‏ وRayong F.C. ‏.

## روابط خارجية
- اكاراون سواسدي على موقع قاعدة بيانات كرة القدم.إي يو (الإنجليزية)
- اكاراون سواسدي على موقع Soccerway.com (الإنجليزية)